# Fra underverdenen
Fra underverdenen är det norska black metal-bandet Kampfars andra studioalbum, utgivet 1999 av skivbolaget Hammerheart Records. Albumet återutgavs 2006 av Napalm Records och 2008 av Irond Records, båda utgåvor med två bonusspår.

## Låtlista
1. "I ondskapens kunst" – 7:13
2. "Troll, død og trolldom" – 7:38
3. "Norse" – 5:32
4. "Svart og vondt" – 8:04
5. "Mørk pest" – 5:15
6. "Fra underverdenen" (instrumental) – 3:15

Bonusspår
1. #Troll" – 5:13
2. "Tæring" (instrumental) – 1:20

- Text: Dolk
- Musik: Kampfar

## Medverkande
Musiker (Kampfar-medlemmar)
- Dolk (Per-Joar Spydevold) – trummor, sång
- Thomas (Thomas Andreassen) – basgitarr, gitarr

Produktion
- Kampfar – producent
- X-Ray (Pål Espen Johannessen) – producent
- Fridtjof Lindeman – ljudtekniker, ljudmix
- Fredrik Darum – ljudtekniker, ljudmix
- Tom Kvålsvoll – mastering
- Dolk – mastering (spår 7, 8)
- Mikkel Schille – mastering (spår 7, 8)
- Per Arne Hovland – foto